# Магазія (Нямц)
Магазія (рум. Magazia) — село у повіті Нямц в Румунії. Входить до складу комуни Крекеоань.
Село розташоване на відстані 296 км на північ від Бухареста, 21 км на північний захід від П'ятра-Нямца, 100 км на захід від Ясс.

## Населення
За даними перепису населення 2002 року у селі проживали 694 особи, усі — румуни. Усі жителі села рідною мовою назвали румунську.